# Anneau 6

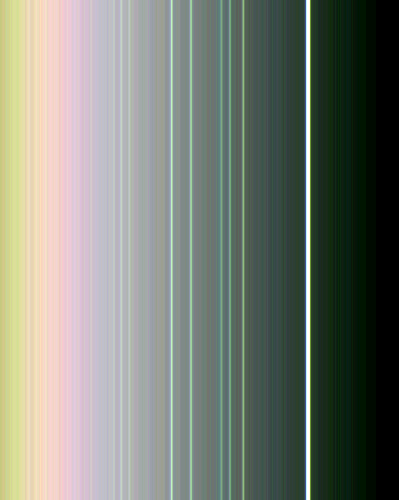
Schéma des anneaux d'Uranus

L'anneau 6 est un anneau planétaire situé autour d'Uranus.

## Caractéristiques
L'anneau 6 orbite à 41 837 km du centre d'Uranus (soit 1,637 fois le rayon de la planète et à 16 278 km de son atmosphère), le plus interne des anneaux de la planète (si on excepte 1986 U 2R, dont l'existence n'a jamais été confirmée). Comme la plupart des anneaux d'Uranus, il est très fin et ne mesure que 1,5 km de large seulement.